# Emma di Francia
Emma di Francia (894 circa – 2 novembre 934) fu, come moglie di Rodolfo di Borgogna, prima, dal 921, duchessa di Borgogna, e poi, dal 923 alla sua morte, regina dei Franchi occidentali.

## Origine
Figlia primogenita del conte di Parigi, conte d'Auxerre, conte d'Orléans, conte d'Angiò, conte Tours e Marchese di Neustria contro i Bretoni e futuro Re dei Franchi occidentali, Roberto I e di Beatrice di Vermandois, figlia del conte di Vermandois, Erberto I (ca. 850 – ca. 907) e della moglie Liutgarda, di cui non si conoscono gli ascendenti; Emma era una robertingia e contemporaneamente una carolingia, infatti da parte di madre era discendente di Carlomagno.

## Biografia
Al momento della nascita, Emma era nipote del re dei Franchi occidentali, Oddone, ma dopo la morte dello zio, avvenuta il 3 gennaio 898, suo padre, Roberto, pur mantenendo tutti i suoi domini ed i suoi titoli, si riconobbe vassallo del nuovo re, il carolingio, Carlo III il Semplice.
Emma, che secondo il cronista, monaco cluniacense, Rodolfo il Glabro, era molto bella e dotata di intelligenza, Verso il 910 (secondo altre fonti tra il 911 e il 919), fu data in moglie all'erede del ducato di Borgogna, Rodolfo, figlio primogenito del duca di Borgogna, Riccardo il Giustiziere, della famiglia dei Bosonidi e di Adelaide figlia del conte della Borgogna Transgiurana, Corrado II, della famiglia dei Guelfi.
Nel 921, alla morte del suocero, il marito di Emma, Riccardo, divenne duca di Borgogna
Suo padre Roberto, che aveva guidato la rivolta contro il re Carlo III, il 22 giugno 922 era stato acclamato re e, secondo il cronista Flodoardo, era stato incoronato a Reims. E dopo la morte di Roberto I, il 15 giugno del 923, durante la battaglia che aveva determinato la sconfitta di Carlo III, secondo il cronista, monaco cluniacense, Rodolfo il Glabro, Emma si adoperò presso il fratello, Ugo, affinché appoggiasse la nomina del marito Rodolfo a re dei Franchi.
Quando fu raggiunta dalla notizia che il marito era stato acclamato re ed incoronato a Soissons, il 13 luglio di quello stesso anno, Emma, secondo Flodoardo, obbligò Seulfo, arcivescovo di Reims ad incoronarla regina, anche in assenza del marito, che stava ancora combattendo contro le truppe di Carlo III.
Emma viene citata col marito, il re Rodolfo in due documenti, uno di giugno ed uno di luglio del 931.
La morte di Emma, secondo Flodoardo avvenne verso la fine del 934. La data esatta, 2 novembre, è riportata nei necrologi Abbazia di Saint-Germain-des-Prés. M. Chardon, nel suo Histoire de la ville d'Auxerre narra che Emma morì ad Auxerre, qualche anno prima del marito, morto, nel 936.

## Figli
Emma a Rodolfo diede due figli:
- Luigi (?-prima del 14 giugno 929, non viene citato nella donazione della nonna, Adelaide[15]), morto prima del padre, secondo la Chronique de l'abbaye de Saint-Bénigne de Dijon[16]
- Giuditta (?-tra il 14 giugno 929 ed il 935), morta dopo la nonna, Adelaide che la cita nella donazione fatta in quella data[15], ma prima del padre che, secondo la Chronique de l'abbaye de Saint-Bénigne de Dijon[16], morì senza eredi.

## Ascendenza
|                              |                        |                       | Genitori                |  |  | Nonni |  |  | Bisnonni               |  |  | Trisnonni             |  |
|                              |                        |                       |                         |  |  |       |  |  | Roberto III di Hesbaye |  |  | Roberto II di Hesbaye |  |
|                              |                        |                       |                         |  |  |       |  |  | Roberto III di Hesbaye |  |  | Roberto II di Hesbaye |  |
|                              |                        | Teoderata             |                         |  |  |       |  |  | Roberto III di Hesbaye |  |  |                       |  |
| Roberto il Forte             |                        |                       |                         |  |  |       |  |  | Roberto III di Hesbaye |  |  |                       |  |
|                              |                        | Waldrada di Worms     | Adriano d'Orléans       |  |  |       |  |  |                        |  |  |                       |  |
|                              |                        | Waldrada di Worms     | Adriano d'Orléans       |  |  |       |  |  |                        |  |  |                       |  |
|                              |                        | Waldrada di Worms     | Waldrada                |  |  |       |  |  |                        |  |  |                       |  |
| Roberto I di Francia         |                        | Waldrada di Worms     |                         |  |  |       |  |  |                        |  |  |                       |  |
|                              |                        | Ugo di Tours          | Liutfrido II di Sundgau |  |  |       |  |  |                        |  |  |                       |  |
|                              |                        | Ugo di Tours          | Liutfrido II di Sundgau |  |  |       |  |  |                        |  |  |                       |  |
|                              |                        | Ugo di Tours          | Bava d'Alsazia          |  |  |       |  |  |                        |  |  |                       |  |
| Adelaide d'Alsazia           |                        | Ugo di Tours          |                         |  |  |       |  |  |                        |  |  |                       |  |
|                              |                        | Ava o Bava di Morvois | …                       |  |  |       |  |  |                        |  |  |                       |  |
|                              |                        | Ava o Bava di Morvois | …                       |  |  |       |  |  |                        |  |  |                       |  |
|                              |                        | Ava o Bava di Morvois | …                       |  |  |       |  |  |                        |  |  |                       |  |
| Emma di Francia              |                        | Ava o Bava di Morvois |                         |  |  |       |  |  |                        |  |  |                       |  |
|                              | Pipino I di Vermandois | Bernardo d'Italia     |                         |  |  |       |  |  |                        |  |  |                       |  |
|                              | Pipino I di Vermandois | Bernardo d'Italia     |                         |  |  |       |  |  |                        |  |  |                       |  |
|                              | Pipino I di Vermandois | Cunegonda di Laon     |                         |  |  |       |  |  |                        |  |  |                       |  |
| Erberto I di Vermandois      | Pipino I di Vermandois |                       |                         |  |  |       |  |  |                        |  |  |                       |  |
|                              |                        | …                     | …                       |  |  |       |  |  |                        |  |  |                       |  |
|                              |                        | …                     | …                       |  |  |       |  |  |                        |  |  |                       |  |
|                              |                        | …                     | …                       |  |  |       |  |  |                        |  |  |                       |  |
| Beatrice di Vermandois       |                        | …                     |                         |  |  |       |  |  |                        |  |  |                       |  |
|                              |                        | …                     | …                       |  |  |       |  |  |                        |  |  |                       |  |
|                              |                        | …                     | …                       |  |  |       |  |  |                        |  |  |                       |  |
|                              |                        | …                     | …                       |  |  |       |  |  |                        |  |  |                       |  |
| Liutgarda o Berta de Morvois |                        | …                     |                         |  |  |       |  |  |                        |  |  |                       |  |
|                              |                        | …                     | …                       |  |  |       |  |  |                        |  |  |                       |  |
|                              |                        | …                     | …                       |  |  |       |  |  |                        |  |  |                       |  |
|                              |                        | …                     | …                       |  |  |       |  |  |                        |  |  |                       |  |
|                              |                        | …                     |                         |  |  |       |  |  |                        |  |  |                       |  |

### Fonti primarie
- (LA)  Monumenta Germaniae Historica, Scriptores, tomus XV.2.
- (LA)  Chronique de l'abbaye de Saint-Bénigne de Dijon.
- (LA)  Cartulaire de l'Abbaye de Saint-Bertin: Cartolarium Sithiense.
- (LA)  Monumenta Germaniae Historica, Scriptores, tomus III.
- (LA)  Monumenta Germaniae Historica, Scriptores, tomus VII.
- (LA)  Recueil des Chartes de Cluny, tomus I.

### Letteratura storiografica
- René Poupardin, I regni carolingi (840-918), in «Storia del mondo medievale», vol. II, 1979, pp. 583–635
- Louis Halphen, Francia: gli ultimi carolingi e l'ascesa di Ugo Capeto (888-987), in «Storia del mondo medievale», vol. II, 1979, pp. 635–661